# Ленц, Ник
Ник Ленц (англ. Nik Lentz; род. 13 августа 1984, Эль-Пасо) — американский боец смешанного стиля, представитель лёгкой и полулёгкой весовых категорий. Выступал на профессиональном уровне с 2005 по 2021 года. Известен по участию в турнирах бойцовской организации UFC.

## Биография
Ник Ленц родился 13 августа 1984 года в городе Эль-Пасо, штат Техас. Детство провёл в Сент-Поле, Миннесота, учился в старшей школе в Блумингтоне. Ещё в школе состоял в борцовской команде, становился чемпионом штата и благодаря спортивным успехам сумел поступить в Миннесотский университет, где изучал биологию и медицину. Участник многих студенческих соревнований разного уровня, боролся в первом дивизионе Национальной ассоциации студенческого спорта.
В 2005 году решил стать бойцом ММА, первое время тренировался у мастера восточных единоборств Луиса Кироса и посещал зал Team Bison, позже присоединился к Миннесотской академии боевых искусств, где получил возможность тренироваться вместе с такими известными бойцами как Брок Леснар, Шон Шерк и Пол Брэдли.

### Начало профессиональной карьеры
Дебютировал в смешанных единоборствах на профессиональном уровне в июле 2005 года, заставил своего соперника сдаться с помощью удушающего приёма сзади. Дрался в небольших американских промоушенах преимущественно на территории штата Миннесота — большинство поединков выигрывал, но случались и поражения.

### Ultimate Fighting Championship
Имея в послужном списке 16 побед и только три поражения, Ленц привлёк к себе внимание крупнейшей бойцовской организации мира Ultimate Fighting Championship и в августе 2009 года подписал с ней долгосрочный контракт. Дебютировал в октагоне UFC в сентябре того же года, заменив травмировавшегося Дэна Лозона в бою с бразильцем Рафаэлу Оливейрой — выиграл этот бой единогласным решением судей.
В 2010 году успел провести четыре поединка: по очкам взял верх над Робом Эмерсоном, Андре Уиннером и Тайсоном Гриффином, тогда как в противостоянии с Тиагу Таварисом была зафиксирована ничья.
В 2011 году Ленц с помощью «гильотины» принудил к сдаче Уэйлона Лоу, но затем в его карьере наступил неудачный этап. В поединке с бразильцем Шарлисом Оливейрой он попался на удушение сзади и вынужден был сдаться — рефери засчитал сдачу, не заметив нанесённый Шарлисом запрещённый удар коленом. Впоследствии Атлетическая комиссия штата Пенсильвания пересмотрела этот эпизод и приняла решение отменить результат боя. При всём при том, показав бескомпромиссное противостояние, оба бойца получили бонус за лучший бой вечера. Год завершился для Ленца поражением по очкам от Марка Бочека.
Череда неудач продолжилась и в январе 2012 года, когда Ник Ленц проиграл техническим нокаутом Эвану Данэму из-за открывшегося над глазом сильного рассечения — этот поединок позже был признан лучшим боем вечера. После нескольких поражений подряд Ленц решил спуститься в полулёгкую весовую категорию, и это принесло свои плоды — последовала победа техническим нокаутом над японцем Эйдзи Мицуокой.
В 2013 году, продолжая выступать в полулёгком весе, Ленц одержал победу над Диегу Нунисом и Акраном Диасом, но проиграл Чеду Мендесу.
В 2014 году выиграл по очкам у Манвела Гамбуряна, после чего около года не выходил в клетку, так как некоторые из запланированных боёв срывались в последний момент.
Наконец, в мае 2015 года его соперником вновь стал Шарлис Оливейра — на сей раз бразилец выиграл сдачей по правилам, оба бойца вновь были награждены бонусом за лучший бой вечера. В дальнейшем Ленц всё же вернулся в лёгкую весовую категорию и в близком бою выиграл раздельным решением у Дэнни Кастильо.
В феврале 2017 года вышел в клетку против россиянина Ислама Махачева и по итогам трёх раундов уступил ему единогласным судейским решением. Позже досрочно выиграл у Уилла Брукса, получив бонус за лучшее выступление вечера.

## Статистика в профессиональном ММА
| Боёв 45         | Побед 30 | Поражений 12 |
| --------------- | -------- | ------------ |
| Нокаутом        | 8        | 3            |
| Сдачей          | 11       | 2            |
| Решением        | 11       | 7            |
| Ничьи           | 2        | 2            |
| Не состоявшихся | 1        | 1            |

| Результат    | Рекорд      | Соперник         | Способ                  | Турнир                                  | Дата             | Раунд | Время | Место                    | Примечание |
| ------------ | ----------- | ---------------- | ----------------------- | --------------------------------------- | ---------------- | ----- | ----- | ------------------------ | --- |
| Поражение    | 30-12-2 (1) | Мовсар Евлоев    | Раздельным решением     | UFC 257: Poirier vs McGregor 2          | 24 января 2021   | 3     | 5:00  | Абу-Даби, ОАЭ            | |
| Поражение    | 30-11-2 (1) | Арнольд Аллен    | Единогласное решение    | UFC Fight Night: Blaydes vs. dos Santos | 25 января 2020   | 3     | 5:00  | Роли, США                | Вернулся в полулёгкий вес. |
| Поражение    | 30-10-2 (1) | Шарлис Оливейра  | TKO (удары руками)      | UFC Fight Night: dos Anjos vs. Lee      | 18 мая 2019      | 2     | 2:11  | Рочестер, США            | |
| Победа       | 30-9-2 (1)  | Скотт Хольцман   | Единогласное решение    | UFC on ESPN: Ngannou vs. Velasquez      | 17 февраля 2019  | 3     | 5:00  | Финикс, США              | |
| Победа       | 29-9-2 (1)  | Грэй Мейнард     | TKO (удары)             | UFC 229                                 | 6 октября 2018   | 2     | 1:19  | Лас-Вегас, США           | |
| Поражение    | 28-9-2 (1)  | Дэвид Теймур     | Единогласное решение    | UFC Fight Night: Rivera vs. Moraes      | 1 июня 2018      | 3     | 5:00  | Ютика, США               | |
| Победа       | 28-8-2 (1)  | Уилл Брукс       | Сдача (гильотина)       | UFC Fight Night: Werdum vs. Tybura      | 19 ноября 2017   | 2     | 2:05  | Сидней, Австралия        | Выступление вечера. |
| Поражение    | 27-8-2 (1)  | Ислам Махачев    | Единогласное решение    | UFC 208                                 | 11 февраля 2017  | 3     | 5:00  | Бруклин, США             | |
| Победа       | 27-7-2 (1)  | Майкл Макбрайд   | TKO (удары руками)      | UFC 203                                 | 10 сентября 2016 | 2     | 4:17  | Кливленд, США            | Бой в промежуточном весе 71,7 кг; Макбрайд не сделал вес.                                                                           |
| Победа       | 26-7-2 (1)  | Дэнни Кастильо   | Раздельное решение      | UFC on Fox: dos Anjos vs. Cerrone 2     | 19 декабря 2015  | 3     | 5:00  | Орландо, США             | Вернулся в лёгкий вес. |
| Поражение    | 25-7-2 (1)  | Шарлис Оливейра  | Сдача (гильотина)       | UFC Fight Night: Condit vs. Alves       | 30 мая 2015      | 3     | 1:10  | Гояния, Бразилия         | Бой вечера. |
| Победа       | 25-6-2 (1)  | Манвел Гамбурян  | Единогласное решение    | UFC Fight Night: Brown vs. Silva        | 10 мая 2014      | 3     | 5:00  | Цинциннати, США          | |
| Поражение    | 24-6-2 (1)  | Чед Мендес       | Единогласное решение    | UFC on Fox: Johnson vs. Benavidez 2     | 14 декабря 2013  | 3     | 5:00  | Сакраменто, США          | |
| Победа       | 24-5-2 (1)  | Акран Диас       | Единогласное решение    | UFC on FX: Belfort vs. Rockhold         | 18 мая 2013      | 3     | 5:00  | Жарагуа-ду-Сул, Бразилия | |
| Победа       | 23-5-2 (1)  | Диегу Нунис      | Единогласное решение    | UFC on FX: Belfort vs. Bisping          | 19 января 2013   | 3     | 5:00  | Сан-Паулу, Бразилия      | |
| Победа       | 22-5-2 (1)  | Эйдзи Мицуока    | TKO (удары руками)      | UFC 150                                 | 11 августа 2012  | 1     | 3:45  | Денвер, США              | Бой полулёгком весе. |
| Поражение    | 21-5-2 (1)  | Эван Данэм       | TKO (остановлен врачом) | UFC on Fox: Evans vs. Davis             | 28 января 2012   | 2     | 5:00  | Чикаго, США              | Бой вечера. |
| Поражение    | 21-4-2 (1)  | Марк Бочек       | Единогласное решение    | UFC 140                                 | 10 декабря 2011  | 3     | 5:00  | Торонто, Канада          | |
| Не состоялся | 21-3-2 (1)  | Шарлис Оливейра  | NC (запрещённый удар)   | UFC Live: Kongo vs. Barry               | 26 июня 2011     | 2     | 1:48  | Питтсбург, США           | Бой вечера. Оливейра заставил Ленца сдаться с помощью удушения сзади, но позже результат отменили из-за запрещённого удара коленом. |
| Победа       | 21-3-2      | Уэйлон Лоу       | Сдача (гильотина)       | UFC Fight Night: Nogueira vs. Davis     | 26 марта 2011    | 3     | 2:24  | Сиэтл, США               | |
| Победа       | 20-3-2      | Тайсон Гриффин   | Раздельное решение      | UFC 123                                 | 20 ноября 2010   | 3     | 5:00  | Оберн-Хилс, США          | |
| Победа       | 19-3-2      | Андре Уиннер     | Единогласное решение    | UFC 118                                 | 28 августа 2010  | 3     | 5:00  | Бостон, США              | |
| Победа       | 18-3-2      | Роб Эмерсон      | Единогласное решение    | UFC Fight Night: Florian vs. Gomi       | 31 марта 2010    | 3     | 5:00  | Шарлотт, США             | |
| Ничья        | 17-3-2      | Тиагу Таварис    | Решение большинства     | UFC Fight Night: Maynard vs. Diaz       | 11 января 2010   | 3     | 5:00  | Фэрфакс, США             | С Тавариса сняли одно очко за удар в пах.                                                                                           |
| Победа       | 17-3-1      | Рафаэлу Оливейра | Единогласное решение    | UFC 103                                 | 19 сентября 2009 | 3     | 5:00  | Даллас, США              | |
| Победа       | 16-3-1      | Ник Уокер        | TKO (удары руками)      | EC 127: Extreme Challenge 127           | 30 мая 2009      | 1     | 2:15  | Рочестер, США            | |
| Победа       | 15-3-1      | Дрю Фикетт       | Единогласное решение    | EB: Beatdown at 4 Bears                 | 21 марта 2009    | 3     | 5:00  | Нью-Таун, США            | |
| Победа       | 14-3-1      | Сэм Роуч         | Единогласное решение    | SNMMA: Beatdown 4 at Bears              | 11 октября 2008  | 3     | 5:00  | Нью-Таун, США            | |
| Победа       | 13-3-1      | Дэн Ломан        | Сдача (гильотина)       | Brutaal Fight Night                     | 5 сентября 2008  | 1     | 4:13  | Мейплвуд, США            | |
| Победа       | 12-3-1      | Тревис Перзински | Сдача (удары руками)    | Brutaal Fight Night                     | 21 мая 2008      | 2     | 3:45  | Мейплвуд, США            | |
| Победа       | 11-3-1      | Скотт Бикерстафф | TKO (удары руками)      | Xtreme Fighting Organization 22         | 23 февраля 2008  | 1     | 3:49  | Кристал-Лейк, США        | |
| Ничья        | 10-3-1      | Кайл Дженсен     | Ничья                   | CFX 7: Brutal                           | 29 ноября 2007   | 3     | 5:00  | Сент-Клауд, США          | |
| Победа       | 10-3        | Гейб Уоллбридж   | Сдача (удушение сзади)  | EFX: Myth in Maplewood                  | 19 сентября 2007 | 1     | N/A   | Мейплвуд, США            | |
| Поражение    | 9-3         | Марк Морено      | TKO (остановлен врачом) | X-1: Extreme Fighting 2                 | 17 марта 2007    | 1     | 5:00  | Гонолулу, США            | |
| Победа       | 9-2         | Дюран Барлоу     | Сдача (удары руками)    | EFX: Fury                               | 7 декабря 2006   | 1     | N/A   | Миннеаполис, США         | |
| Победа       | 8-2         | Верн Джефферсон  | TKO (удары руками)      | EFX                                     | 6 сентября 2006  | 1     | N/A   | Миннеаполис, США         | |
| Победа       | 7-2         | Кери Ванье       | TKO (удары руками)      | EFX                                     | 6 сентября 2006  | 1     | N/A   | Миннеаполис, США         | |
| Поражение    | 6-2         | Брайан Грин      | Сдача (рычаг локтя)     | EFX                                     | 2 августа 2006   | 1     | N/A   | Миннеаполис, США         | |
| Победа       | 6-1         | Крис Пауэрс      | Сдача (удушение сзади)  | EFX: Fury                               | 24 июля 2006     | 1     | 1:44  | Андовер, США             | |
| Поражение    | 5-1         | Шеррон Леггетт   | Раздельное решение      | Twin Cities Throwdown                   | 8 апреля 2006    | 3     | 5:00  | Бернсвилл, США           | |
| Победа       | 5-0         | Кеннет Аллен     | Сдача (удушение сзади)  | EFX: Fury                               | 1 февраля 2006   | 2     | N/A   | Бернсвилл, США           | |
| Победа       | 4-0         | Дерек Абрам      | Сдача (удары руками)    | EFX                                     | 5 декабря 2005   | 1     | N/A   | Миннеаполис, США         | |
| Победа       | 3-0         | Ник Мелтон       | TKO (удары руками)      | XKK: Lamar                              | 10 октября 2005  | 1     | N/A   | Форт-Додж, США           | |
| Победа       | 2-0         | Энтони Уайт      | Сдача (удары)           | XKK: Trials                             | 27 августа 2005  | 1     | N/A   | Де-Мойн, США             | |
| Победа       | 1-0         | Джейк Хойер      | Сдача (удушение сзади)  | UCS: Throwdown at the T-Bar             | 30 июля 2005     | 1     | N/A   | Элсуэрт, США             | |